# Stanisław Mieszczerskich
Stanisław Nikołajewicz Mieszczerskich (ros. Станислав Николаевич Мещерских, ur. 11 kwietnia 1949 w Rewdzie) – radziecki lekkoatleta, średniodystansowiec.
Zwyciężył w sztafecie 4 × 4 okrążenia na halowych mistrzostwach Europy w 1971 w Sofii (w składzie: Walentin Taratynow, Mieszczerskich, Aleksiej Taranow i Wiktor Siemiaszkin). Odpadł w półfinale biegu na 800 metrów na mistrzostwach Europy w 1971 w Helsinkach.
Na halowych mistrzostwach Europy w 1972 w Grenoble zdobył srebrny medal sztafecie 4 × 4 okrążenia (sztafeta radziecka biegła w składzie: Taranow, Taratynow, Iwan Iwanow i Mieszczerskich).
Był wicemistrzem ZSRR w biegu na 1500 metrów w 1973, a w hali mistrzem ZSRR w biegu na 600 metrów w 1972 i wicemistrzem w biegu na 800 metrów w 1976.
Rekordy życiowe:
- bieg na 800 metrów – 1:47,2 (1971)
- bieg na 1500 metrów – 3:39,3 (1976)
- bieg na 1500 metrów (hala) – 3:43,3 (1973)